# サイクルコンピュータ

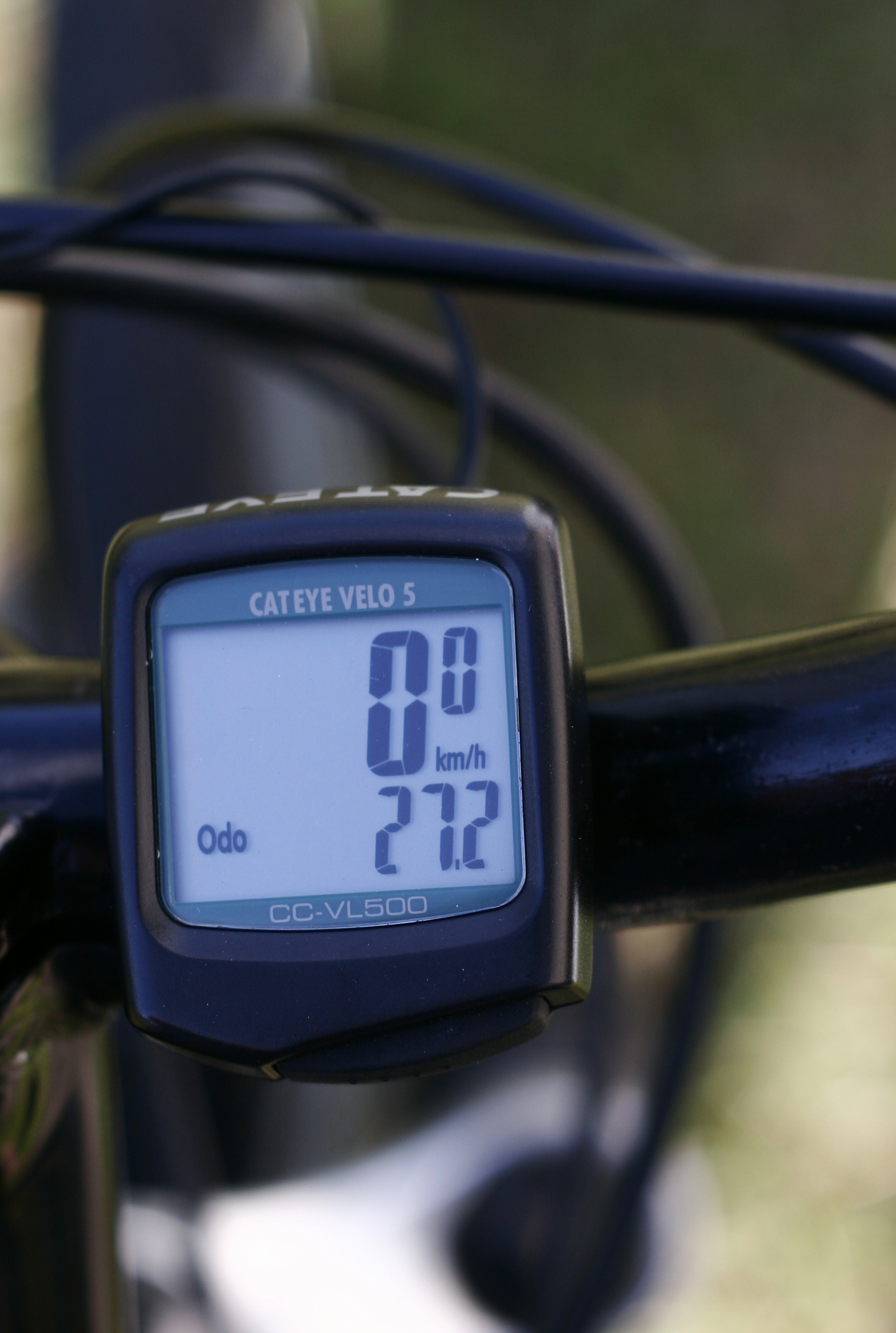
キャットアイ製のサイクルコンピュータ

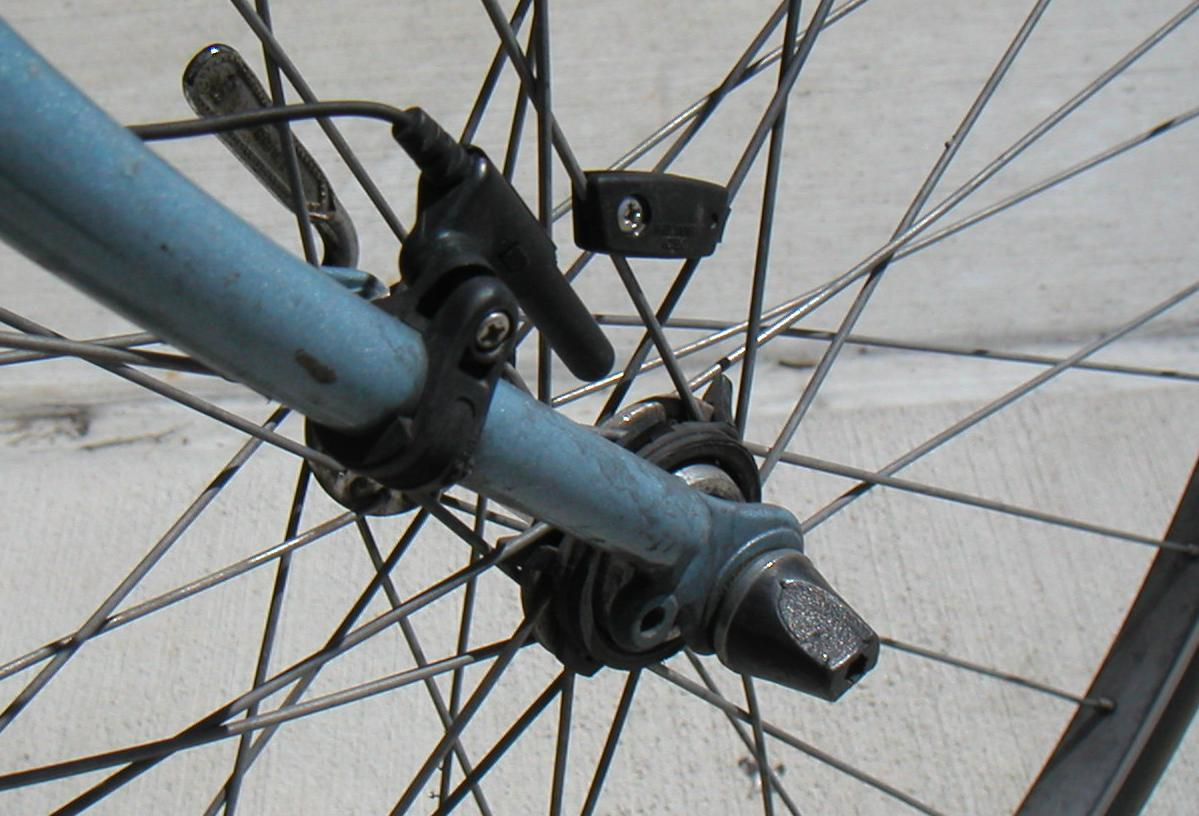
フロントフォークに取り付けられたセンサーユニット

サイクルコンピュータ、サイクロコンピュータ（英語：cyclocomputer）とは、自転車に取り付け、速度、走行距離などを計る装置である。速度計の一種であるが、走行距離、積算距離、走行時間、ケイデンス、心拍数、消費カロリーなどが測定できる多機能のものが多い。かつての機械式センサーによる速度計に代わり、スポークに付けたマグネット（磁石）の磁気をフロントフォークあるいはチェーンステイに取り付けたセンサーユニットが感知する非接触タイプが主流となっている。
cyclocomputerは自転車・二輪車を表すcycloと、マイクロコンピュータを組み合わせた造語。

## 構成
サイクルコンピュータは計測結果を表示する本体（表示部）、速度を検知する速度センサー、多機能なものはケイデンスセンサーなどサイクルコンピュータの備える計測機能に沿ったセンサー、センサーを反応させる磁石、それらを自転車に固定するための部品などからなる。心拍測定機能を備えるものは、心拍センサーと、それを胸部に装着するためのベルトが付属する。
サイクルコンピュータ以前には、オートバイや自動車に装備されているものと同様、積算距離計の付いた機械式速度計が開発された。日本では1970年代、ジュニアスポーツ車に装備された。

## 接続方式
本体とセンサー間を接続する方式として有線式と無線式がある。有線式はセンサーと本体が電線で接続され本体に電気信号で伝える。無線式はセンサーから電波を発信し本体で受信する。心拍センサーは搭乗者の体に装着されるため、専ら無線式が用いられる。
有線式は、センサーと本体との接続のための電線を有することでハンドルなどの自転車操作の動きを妨げないよう設置する必要があるが、無線式と比べ電波の送受信部を備えないことから一般に安価で、かつ電波を使用しないことから混信のおそれがなく動作が安定している。しかし長期間の使用や設置の失敗により電線にストレスがかかり断線するリスクがある。
無線式は、電線がないことから設置が容易であり、車体にコードが沿わないことで車体の美観を保てるが、センサーと本体との距離は電波到達範囲でなければならない。一般にその距離は最長でも1 m程度となる。センサーは電波を送信するための電源が必要で、一般にコイン形リチウム電池が用いられる。電波を用いるため電波干渉の可能性があり、干渉している間は計測されなかったり、計測結果が異常になったりする。また同じ方式の無線式サイクルコンピュータが設置された複数の自転車が近接すると互いに干渉しあい計測できない。これを避けるためセンサーと本体をペアリングしてから使用する無線式サイクルコンピュータもある。

## 速度と距離の検出方式
前輪または後輪のスポークに磁石を設置し、速度センサーにより単位時間当たりの検出数（＝磁石の通過数）で回転数を得る、または検出の時間間隔で単位時間当たりの回転数を得る。得られた回転数とタイヤ周長（タイヤが一回転して進行する距離）を係数として速度が導かれる。走行距離はタイヤ周長に回転回数を乗じた数である。自転車には種々のホイール直径、タイヤがあり、タイヤ周長は設置する自転車に応じて使用者が設定する。
前輪で検出する方式が一般的だが、固定式ローラー台と呼ばれる練習機器では前輪が回転しないため、この練習機器を用い検出するには後輪で検出するタイプ、または後輪の回転を輪軸とベルトで前輪に伝えて前後とも回転させる「三本ローラー」のローラー台が用いられる。
ハブにセンサーを巻き付け、加速度センサーで回転を計測するセンサーもある（この場合、フレーム側にはセンサーやマーカー類は不要。）。また、センサーを使わずにコンピュータ本体のGPS信号から速度を測定するものもある。

## ケイデンスの検出方式
クランクに磁石を設置し、フレーム側のセンサーで単位時間当たりの回転数を速度の検出と同じ方式で得る。このほか変速装置からの使用中ギアの情報と速度とを用いてギア比とタイヤ周長から理論上のケイデンスを計算し表示する方式がある。　速度センサーと同様に加速度センサーで回転数を得るものもある。

## 心拍の検出方式
医療用心電図の計測と同原理で心拍数を得る。スマートウォッチからの心拍情報を取得する機種もある。

## 生理的熱量（カロリー）の計算方式
搭乗者の体重と自転車の車重をもとに走行距離と速度から生理的熱量（消費カロリー）を計算できるが、詳細な設定ができない機種では近似値となっている。心拍計を備える機種では心拍数から消費カロリーを導き出すタイプもある。

## 仕事率
単に生理的熱量を時間で微分して概算値を得る、クランクやチェーンリングの歪からトルクをケイデンスから得たクランク端の角速度から計測した実測値を得るものがある。

## 本体
本体は表示部と電源を備え、スイッチ操作で計測結果の表示切り替え、また複数種の計測結果を同時に表示する。計測表示だけでなく、先述のタイヤ周長や時計あわせなどの設定機能を備える。夜間表示用の照明を持つ機種もある。製品の販売地域が世界的な場合は距離単位をキロメートルまたはマイルに使用者が切り替えることにより表示単位を設定できる。時計は12時間制／24時間制を選択できるものも多い。電源はコイン形リチウム電池が一般的である。
多くのメーカーから特徴ある多種のサイクルコンピュータが発売され、速度の計測だけでなく製品を特徴付ける機能が付加されている。一般的に価格が高くなると計測できる項目、あるいは表示できる統計的項目が増える。代表的には以下のような計測項目がある。
- 速度
  - 平均速度、最高速度
  - 現在の速度が平均速度を上回っているか、または下回っているかの表示。
- 走行距離
- 積算走行距離
- 時計
- ストップウオッチ
- ラップタイマー
  - ラップごとの平均速度等の統計値
- 走行時間
- 気温
- 傾斜
- 高度
- ケイデンス
  - 平均ケイデンス、最高ケイデンス。
  - 現在のケイデンスが平均ケイデンスを上回っているか、または下回っているかの表示。
- 心拍数
  - 平均心拍数、最高心拍数、最大心拍数 (HRmax) に対する比。
  - 目標心拍数にあった時間
- 仕事率
- 消費カロリー(仕事量)

自転車本体に固定したブラケットと呼ばれる基台に本体を装着する。盗難防止あるいは電池交換の場合など、必要に応じて本体を自転車から容易に取り外せる構造となっている。対してセンサーは心拍センサーを除き自転車に固定設置される。タイヤ周長と計測結果を複数（一般的に2台分）記憶できる機種もあり、センサーとブラケットを各自転車に設置し本体を取り付ける自転車に合わせ設定を切り替えることで、複数の自転車で1台のサイクルコンピュータ本体を使用できる。

## その他の機能
- 計測値が設定した範囲を超えると表示や音で通知
- 積算値のリセットまたは積算走行距離の自由設定

などもある。
特殊な計測機能では荷重を計測し出力の計測できる機種、結果をパソコンで履歴管理できる機種なども発売されている。
一部の高級機種ではGPSを搭載し、速度や距離の測定に利用したり、ルート案内や移動経過を記録ができるものもある。